# Таттерсаль, Иэн
Иэн (Ян) Таттерсаль, Ian Tattersall (1945 г.) — американский палеоантрополог британского происхождения и почетный куратор Американского музея естественной истории в Нью-Йорке, штат Нью-Йорк. Помимо основной деятельности, связанной с эволюцией человека, Таттерсаль много работал с лемурами. В настоящее время сотрудничает с Фондом Темплтона.

## Биография
Таттерсаль родился в 1945 году в Соединенном Королевстве и вырос в Восточной Африке. Он изучал археологию и антропологию в Кембриджском университете, получил докторскую степень в Йельском университете в 1971 г.

## Научная деятельность
За последнюю четверть века Таттерсаль сосредоточил свои исследования на анализе летописи окаменелостей человека и изучении экологии и систематики лемуров Мадагаскара и считается лидером в обеих областях.
Таттерсаль полагал, что существующая литература не является адекватным источником для сравнения человеческих окаменелостей из-за множества терминологических вариаций. В результате Таттерсаль и научный сотрудник Джеффри Шварц решили задокументировать основные окаменелости в летописи окаменелостей человека. В результате в их трехтомном труде Human Fossil Record используется последовательное описательное и фотографическое исследование, что позволяет людям проводить необходимые сравнения окаменелостей без длительных путешествий, которые когда-то требовались для ознакомления с оригинальными находками окаменелостей. Таттерсаль утверждает, что представление о человеческой эволюции как о линейном движении от примитивизма к совершенству неверно. В то время как дарвиновский подход к эволюции можно рассматривать как точную настройку характеристик, управляемую естественным отбором, Таттерсаль придерживается более общей точки зрения. Таттерсолл утверждает, что отдельные организмы представляют собой невероятно сложные и интегрированные механизмы; они успешны или проигрывают как целое, а не из-за какой-то конкретной характеристики. Что касается эволюции человека, Таттерсаль считает, что этот процесс был скорее вопросом эволюционных экспериментов, в которых новый вид вошел в окружающую среду, конкурировал с другими формами жизни и либо преуспел, либо потерпел неудачу, либо вымер в этой среде: «В перспективе рассмотрим тот факт, что история разнообразия и конкуренции между человеческими видами началась около пяти миллионов лет назад, когда на одном и том же ландшафте проживало по крайней мере четыре различных человеческих вида. Однако в результате эволюционных экспериментов только один вид процветал и выжил. Один человеческий вид теперь является единственной веткой на том, что когда-то было большим ветвистым кустом разных видов». Эта идея отличается от типичного взгляда, согласно которому homo sapiens является вершиной эволюционной лестницы, по которой с трудом поднимались предки человечества.
Таттерсаль также продолжает свои независимые исследования природы и возникновения современного человеческого познания. Он завершил сборник эссе на эту тему «Обезьяна в зеркале: очерки науки о том, что делает нас людьми». Ян имеет более 200 научных исследовательских публикаций, а также более десятка торговых книг. В качестве куратора он также отвечал за несколько крупных выставок в Американском музее естественной истории, в том числе: «Предки: четыре миллиона лет человечества» (1984) и «Темные пещеры», «Яркие видения: жизнь в Европе ледникового периода».
Он входит в состав Исполнительного совета Института происхождения человека и является членом Научно-консультативного совета Фонда сохранения лемуров.

## Награды и признание
Премия У. У. Хауэлса Американской антропологической ассоциации, 2000 г. (за «Стать человеком: эволюция и человеческая уникальность»).
Премия «Многолетняя мудрость» за охрану памятников, 1999 год
Премия Института происхождения человека за заслуги перед жизнью, 1993 год